# كاميليا هوتيا
كاميليا هوتيا (بالرومانية: Camelia Balint-Hotea)‏ مواليد 27 أكتوبر 1984 في بايا ماري، هي لاعبة كرة يد رومانية تلعب كجناح أيسر. مثلت منتخب رومانيا لكرة اليد للسيدات. شاركت في دورة الألعاب الأولمبية الصيفية سنة 2016.

## سجل المنافسة
شاركت في البطولات التالية:
- الألعاب الأولمبية الصيفية 2016
- بطولة العالم لكرة اليد للسيدات 2007
- بطولة أوروبا لكرة اليد للسيدات 2014

## الإنجازات
- كأس التحدي الأوروبية لكرة اليد للسيدات:
  - النهائي: 2003

## روابط خارجية
- كاميليا هوتيا على موقع الاتحاد الأوروبي لكرة اليد (الإنجليزية)
- كاميليا هوتيا على موقع أوليمبيديا (الإنجليزية)